# Les Secrets de la princesse de Cadignan (film)
Pour l’article homonyme, voir Les Secrets de la princesse de Cadignan.
Pour plus de détails, voir Fiche technique et Distribution.
Les Secrets de la princesse de Cadignan est un film français réalisé par Arielle Dombasle et sorti en 2023. Il s'agit d'une adaptation des nouvelles Les Secrets de la princesse de Cadignan et Le Cabinet des Antiques d'Honoré de Balzac.
Il est présenté au festival de Cabourg avant sa diffusion en salles.

## Synopsis
La princesse de Cadignan, l’une des reines de Paris dans les années 1820-1830, se comporte comme un Don Juan, avec la même liberté, passant d’un amant à un autre, sans se soucier du qu’en-dira-t-on. Toutefois elle regrette de n’avoir jamais éprouvé une passion amoureuse. Son amie, la marquise d’Espart, lui présente un grand écrivain, Daniel d’Arthez, qui pour la première fois suscite en elle de l’amour. La princesse se rend compte qu’elle aime profondément d’Arthez. Cependant il est attaché à la morale chrétienne. Même s’il tombe entièrement sous le charme de la princesse, il risque de très mal réagir quand on l’informera de la réputation de la femme qu’il aime, une femme qui passe presque pour une courtisane aux yeux de la société qu’il fréquente. Or, étonnamment, d’Arthez réagit d’une manière tout à fait différente de ce à quoi l’on pouvait s’attendre, lorsqu’il apprend les « secrets de la princesse ».

## Fiche technique
- Titre originale : Les Secrets de la princesse de Cadignan
- Réalisatrice : Arielle Dombasle
- Scénario : Jacques Fieschi, d’après les nouvelles Les Secrets de la princesse de Cadignan et Le Cabinet des Antiques de Honoré de Balzac
- Musique : Mike Theis, Luc Rougy et Gwen Navarro
- Photographie : Éric Gautier
- Décors : Jacques Garcia
- Costumes : Vincent Darré
- Son : Jean-Paul Mugel
- Montage : Julia Gregory, Franck Nacache
- Producteurs et productrices : François Margolin, Kristina Larsen, Ludivine Ambiel et Dominique Ambiel
- Sociétés de production : Madison Films, Margo Cinéma, France 2 cinéma
- Société de distribution : ARP Sélection
- Pays de production :  France
- Format : couleur - 1,85:1
- Genre : comédie dramatique
- Durée : 88 minutes
- Dates de sortie :
  - France : 15 juin 2023 (première mondiale au festival de Cabourg[3]) - 13 septembre 2023 (sortie nationale en salles)

Source : dossier de presse

## Distribution
- Arielle Dombasle : la princesse de Cadignan
- Cédric Kahn : Daniel d'Arthez
- Julie Depardieu : la marquise d’Espard
- Michel Fau : Honoré de Balzac
- Stanislas Merhar : Michel Chrestien
- Olivier Py : le baron de Nucingen
- Hippolyte Girardot : le prince de Cadignan
- Alexandra Stewart : la duchesse d’Uxelles
- Théo Cholbi : Victurnien d'Esgrignon
- Nicolas Herman : Eugène de Rastignac[5]
- Andy Gillet : Emile Blondet
- Roland Menou : le marquis Ajuda Pinto
- Rafael Cidoncha : Jean-Dominique Ingres
- Anaëlle Maman : mademoiselle Héloïse
- Maud Léone : la femme de chambre d'Arthez

## Accueil

### Critique
L’accueil critique du film est mitigé.

### Box-office
Au terme de son exploitation en salles, le film cumule 7 508 entrées.